# بزرگراه میان‌ایالتی ۹۱
بزرگراه میان ایالتی ۹۱ (به انگلیسی: Interstate-91، مخفف:I-91) یکی از بزرگراه‌های میان ایالتی آمریکاست؛ که مسیر شمالی-جنوبی داشته و زیرمجموعه دارد.